# 富山県道126号福平経田線
富山県道126号福平経田線（とやまけんどう126ごう ふくひらきょうでんせん）とは、富山県黒部市と魚津市を結ぶ一般県道（富山県道）である。布施川の西沿いを通る。
旧道路名称は『黒沢浜経田線』。

## 路線概要
- 起点：富山県黒部市福平
- 終点：富山県魚津市東町

## 主要橋梁
- 片貝大橋（富山県道150号魚津入善線と重複）

## 沿革
- 1892年 - 浜経田より片貝橋・小川寺を経て大沢までの県道が着工[2]。村費支弁で、延長1里31町2間1尺、幅員9尺[3]。
- 1897年 - 1900年 - 片貝橋詰より西布施村役場までの道路改修が完了[4]。
- 1908年度 - 長引野又新まで開通[3]。
- 1909年 - 大沢村まで全線開通（通称、下往来）[2][4]。
- 1969年度 - 蛇田地内において拡幅整備。引き続き舗装工事を開始[5]。
- 1972年度 - 長引野地内で一旦簡易舗装を行う[5]。
- 1974年度 - 黒沢まで舗装完了。長引野地内の舗装も本舗装化が実施される[5]。
- 1975年 - 布施爪地内の舗装完了[5]。
- 1976年 - 黒沢浜経田線（当時）の終点まで完了[5]。

## 通過する自治体
- 富山県
  - 黒部市 - 魚津市

## 主な接続・重複道路
- 富山県道125号福平石田線
- 富山県道67号宇奈月大沢野線
- 新川広域農道
- 富山県道330号小川寺木下新線
- 富山県道150号魚津入善線（木下新･西尾崎間が重複）
- 富山県道314号沓掛魚津線
- 国道8号（ランプウェイにより接続）
- 富山県道2号魚津生地入善線

## 周辺
- 布施川
- 大沢の地鎮杉
- 西布施交流館（旧・魚津市立西布施小学校）
- 千光寺 (魚津市)
- 金太郎温泉
- 富山県立魚津工業高等学校